# Franco Riccardi
Franco Riccardi (né le 13 juin 1905 à Milan et mort le 24 mai 1968 à San Colombano al Lambro) est un escrimeur italien pratiquant l'épée. Riccardi a été triple champion olympique lors des Jeux olympiques de 1928 et 1936.

## Palmarès
- Jeux olympiques
  -  Médaille d'or à l’épée individuelle aux Jeux olympiques de 1936 à Berlin
  -  Médaille d'or à l’épée par équipe aux Jeux olympiques de 1928 à Amsterdam
  -  Médaille d'or à l’épée par équipe aux Jeux olympiques de 1936 à Berlin
  -  Médaille d'argent à l’épée par équipe aux Jeux olympiques de 1932 à Los Angeles